# Phénix fils d'Amyntor
Pour les articles homonymes, voir Phénix (homonymie).

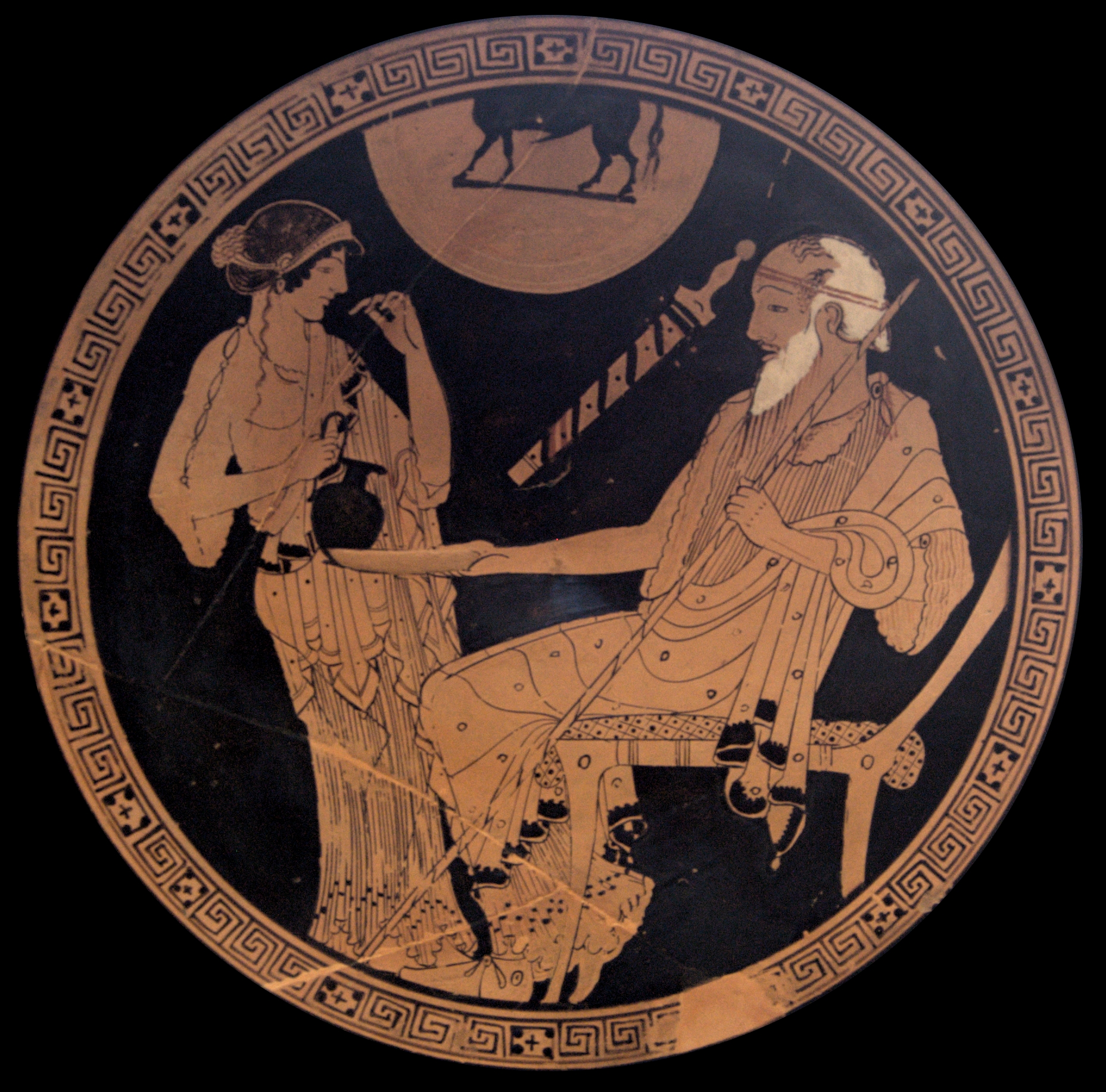
Briséis et Phénix, kylix attique à figures rouges,, musée du Louvre (G 152)

Dans la mythologie grecque, Phénix ou Phœnix (en grec ancien Φοῖνιξ / Phoînix), fils d'Amyntor, est, avec le centaure Chiron, l'éducateur d'Achille : Platon le considère comme le pédagogue d'Achille.

## Mythe
Phénix est un noble qui doit fuir la colère de son père qui l'a aveuglé après que sa concubine Phthia l'a accusé d'avoir tenté de la séduire ; selon Clément d'Alexandrie, Phénix brûlait pour les femmes d'un amour insensé. Il se réfugie alors à la cour de Pélée. Ce dernier l'amène voir Chiron, qui lui rend la vue ; il en fait également son vassal en le nommant roi des Dolopes, un peuple d'Épire. Phénix participe à la chasse du sanglier de Calydon aux côtés de Pélée.
Pélée lui confie l'éducation de son fils Achille. Phénix prend aussi part, très âgé, à la guerre de Troie, mais ne revient jamais en Grèce : il meurt sur la route du retour, alors qu'il accompagne Néoptolème, fils d'Achille.  Henri-Irénée Marrou, dans son Histoire de l'éducation dans l'Antiquité (1948), évoque à son propos une « chevalerie homérique », très similaire à la pré-féodalité carolingienne en Occident.

### Phénix dans l’Iliade

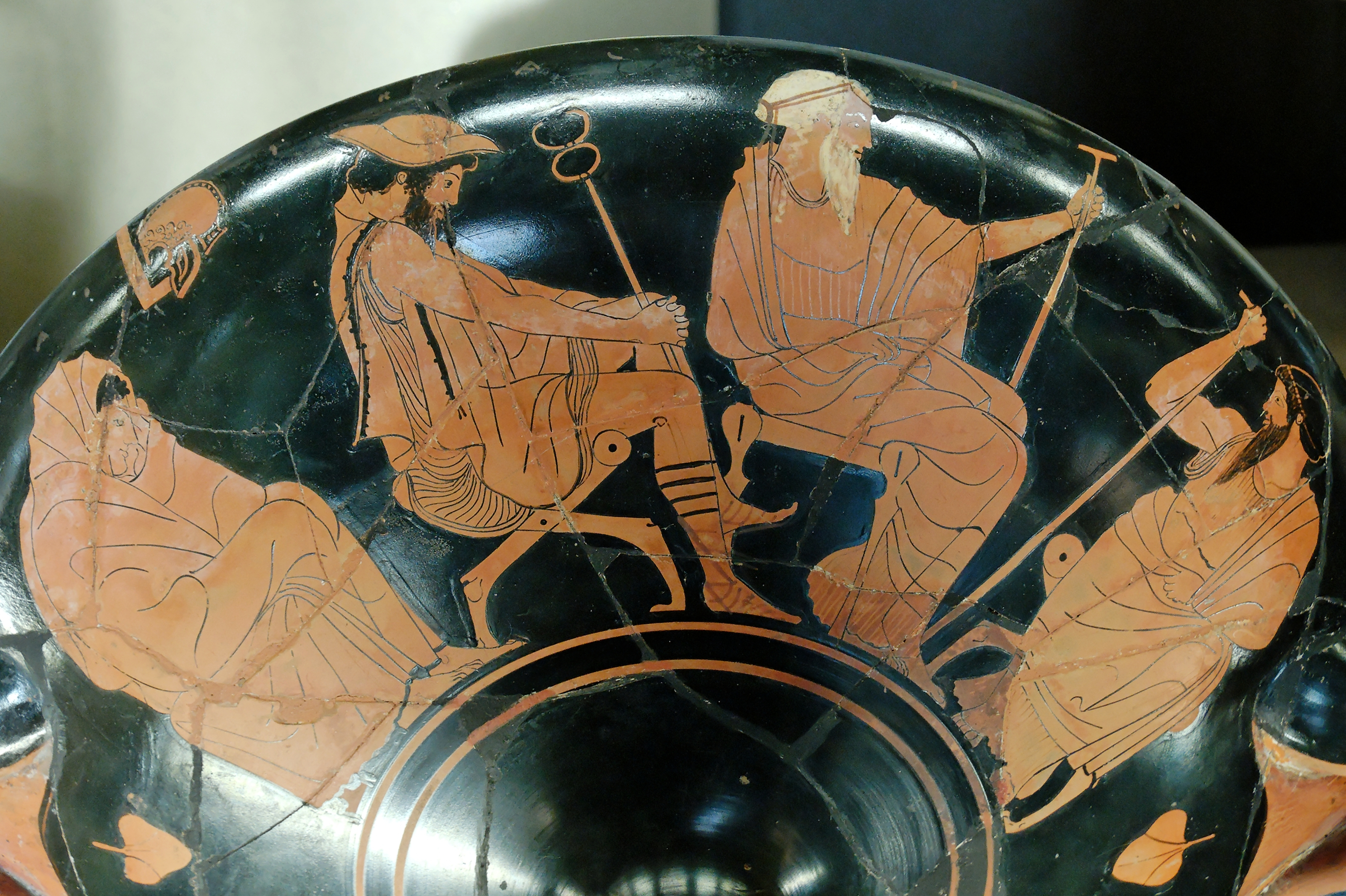
L'ambassade auprès d'Achille, de gauche à droite : Achille, Hermès, Phénix et Ulysse, kylix attique à figures rouges,. Musée du Louvre (G 264).

L'Iliade met en avant le personnage de Phénix, qui apprend à son élève l'art de l'éloquence et le maniement des armes. Mais privés de l'appui d'Achille en colère, les Grecs essuient défaite sur défaite, et les Troyens menacent de brûler leurs nefs.
Phénix, qu'Homère surnomme « le vieux meneur de chars », est l'une des figures touchantes de l’épopée. Il apparaît au chant IX, à l'occasion de l'ambassade du vieux sage Nestor, d'Ajax et d'Ulysse pour persuader Achille de reprendre le combat. Il s'adresse à lui quand les autres ont échoué, espérant le convaincre en lui rappelant son enfance. Son discours illustre l'idéal archaïque de l'éducation du jeune noble :

« Tu n'étais qu'un enfant, et tu ne savais rien encore du combat qui n'épargne personne, ni des Conseils où se font remarquer les hommes. Et c'est pour tout cela que Pélée m'avait dépêché : je devais t'apprendre à être en même temps un bon diseur d'avis, un bon faiseur d'exploits. »

Achille l'appelle « mon bon vieux père » et lui témoigne respect et affection. De son côté, Phénix se remémore avec émotion l'éducation du jeune Péléide :

« Et c'est moi qui ainsi t'ai fait ce que tu es, Achille pareil aux dieux, en t'aimant de tout mon cœur. Aussi bien tu ne voulais pas toi-même de la compagnie d'un autre, qu'il s'agît ou de se rendre à un festin ou de manger à la maison : il fallait alors que je te prisse sur mes genoux, pour te couper ta viande, t'en gaver, t'approcher le vin des lèvres. Et que de fois tu as trempé le devant de ma tunique, en le recrachant, ce vin ! Les enfants donnent bien du mal. »

### Phénix dansLe Banquetde Xénophon
Utilisant les exemples du centaure Chiron, de Phénix et d'Achille pour illustrer le respect d’un maître et son disciple, Socrate étaye son discours par des figures historiques et mythologiques qui ont toutes été aimées de Zeus pour leur esprit davantage que pour leur corps,.

## Sources
- Pseudo-Apollodore, Épitome [détail des éditions] [lire en ligne] (VI, 12).
- Homère, Iliade [détail des éditions] [lire en ligne] (IX).
- Hygin, Fables [détail des éditions] [(la) lire en ligne] (XCVII ; CLXXIII).
- Ovide, Métamorphoses [détail des éditions] [lire en ligne] (VII).
- (en) Retours [détail des éditions] [lire en ligne].